# TX Водолея
TX Водолея (лат. TX Aquarii) — одиночная переменная звезда в созвездии Водолея на расстоянии (вычисленном из значения параллакса) приблизительно 14567 световых лет (около 4466 парсеков) от Солнца. Видимая звёздная величина звезды — от более +14m до +10,3m.

## Характеристики
TX Водолея — красная пульсирующая переменная звезда, мирида (M) спектрального класса M7/8. Эффективная температура — около 3295 К.